# 샤크슈카
샤크슈카(아랍어: شَكْشُوكَةٌ)는 마그레브의 달걀 요리이다. 매운 토마토 소스에 달걀을 깨 넣어 익힌 음식으로, 에그 인 헬(영어: eggs in hell 에그즈 인 헬[*])이라 불리기도 한다. 마그레브와 이집트 등 북아프리카 지역 외에도 사우디아라비아와 예멘, 이스라엘 등지에서 즐겨 먹는다. 이스라엘의 국민 음식 가운데 하나로 여겨진다.

## 이름
마그레브 아랍어 "샤크슈카(شَكْشُوكَةٌ)"는 "섞은 것, 혼합물"이라는 뜻이다. 어원은 아마지그어일 것으로 추정된다.

## 역사
16세기에 콜럼버스의 교환으로 북아프리카에 신대륙 작물인 토마토가 소개된 이후에 만들어진 요리이다. 마그레브의 리비아, 모로코, 알제리, 튀니지뿐만 아니라 터키와 예멘 등지에서도 샤크슈카 자국 기원설을 주장하고 있으나, 정확한 기원은 알려진 바가 없다.
20세기 중반에 리비아와 튀니지의 마그레브 유대인들이 샤크슈카를 이스라엘에 소개했으며, 1990년대에 이스라엘에서도 즐겨 먹는 음식이 되었다. 현재 샤크슈카는 이스라엘의 국민 음식 가운데 하나로 여겨진다.

## 만들기
올리브유에 양파와 마늘을 볶다가 토마토와 고추, 피망을 넣고 함께 볶는다. 소금, 파프리카가루, 카옌고춧가루, 쿠민가루, 후춧가루 등을 넣고, 물을 부어 졸인다. 충분히 익으면 소스를 군데군데 오목하게 파고, 달걀을 깨 넣는다. 뚜껑을 닫아 달걀을 익히고, 적당히 익으면 먹는다.
토마토는 겉만 데쳐서 껍질을 벗겨 쓰기도 하며, 고추와 피망은 직화로 그슬려서 겉껍질을 새까맣게 태운 다음에 식게 두었다가 껍질을 벗겨 쓰기도 한다. 튀니지에서는 흔히 하리사를 넣어 만든다. 달걀 대신 초리소나 미르까즈 같은 소시지를 쓰기도 하며, 다진 양고기를 쓰기도 한다. 감자, 누에콩, 아티초크, 주키니호박을 쓰기도 한다.

## 같이 보기
- 깔라야 반두라
- 마트부카
- 메네멘
- 타크투카
- 우에보스 란체로스